# Curculionidae
Famille
Les Curculionidae sont une famille d'insectes phytophages appartenant à l'ordre des Coléoptères. Cette famille comprend certaines espèces de charançons (on en trouve également dans d'autres familles), le genre Orchestes, etc. Certaines espèces peuvent causer des dégâts importants à diverses cultures ainsi qu'aux récoltes entreposées.
On en compte environ 2 200 espèces en France (selon l'INPN (10 mai 2021)), plus de 5 000 en Europe (d'après Fauna Europaea (10 mai 2021)) et près de 83 000 espèces décrites, réparties en plus de 6 000 genres, à travers le monde (d'après Catalogue of Life (10 mai 2021)). Elle rassemble probablement plus de 200 000 espèces dans le monde, ce qui constituerait la plus importante famille du règne animal par le nombre d'espèces.

## Caractères généraux

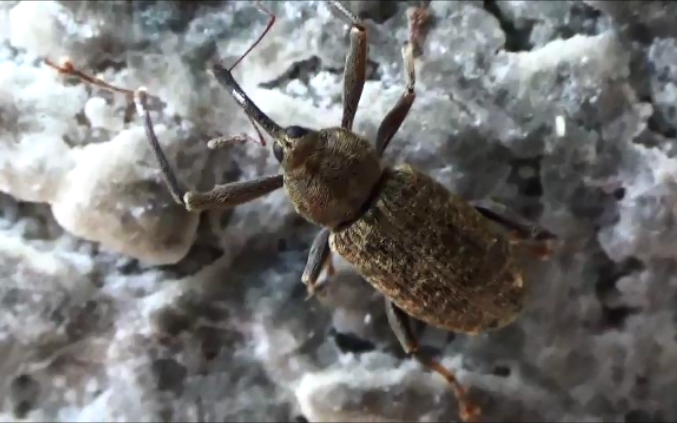
Dorytomus.

Les insectes adultes mesurent de 1,5 à 20 mm de long et ont la tête prolongée par un museau (à ne pas confondre avec un rostre, les pièces buccales sont bien de type broyeuses, le rostre étant de type suceur). Les antennes ont une forme caractéristique, coudée à angle droit, avec un premier article, le scape, très long.
Les larves sont blanchâtres, apodes et de forme généralement incurvée.

## Quelques espèces

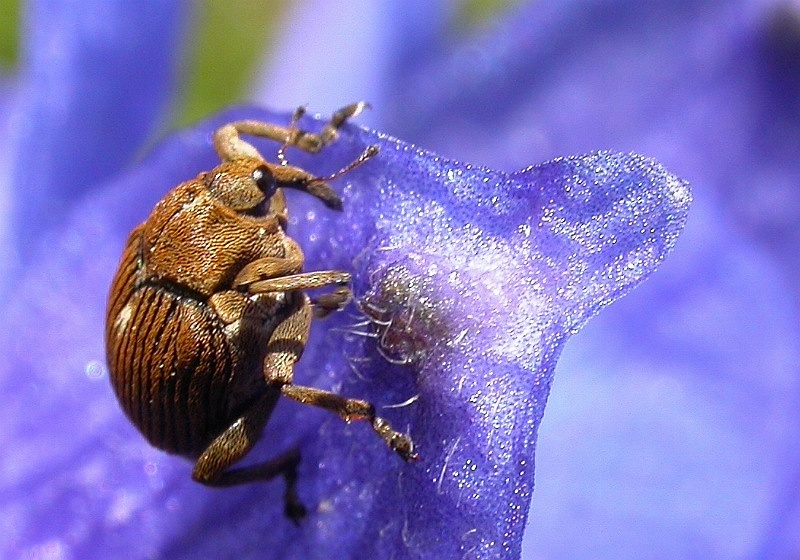
Mononychus punctum album

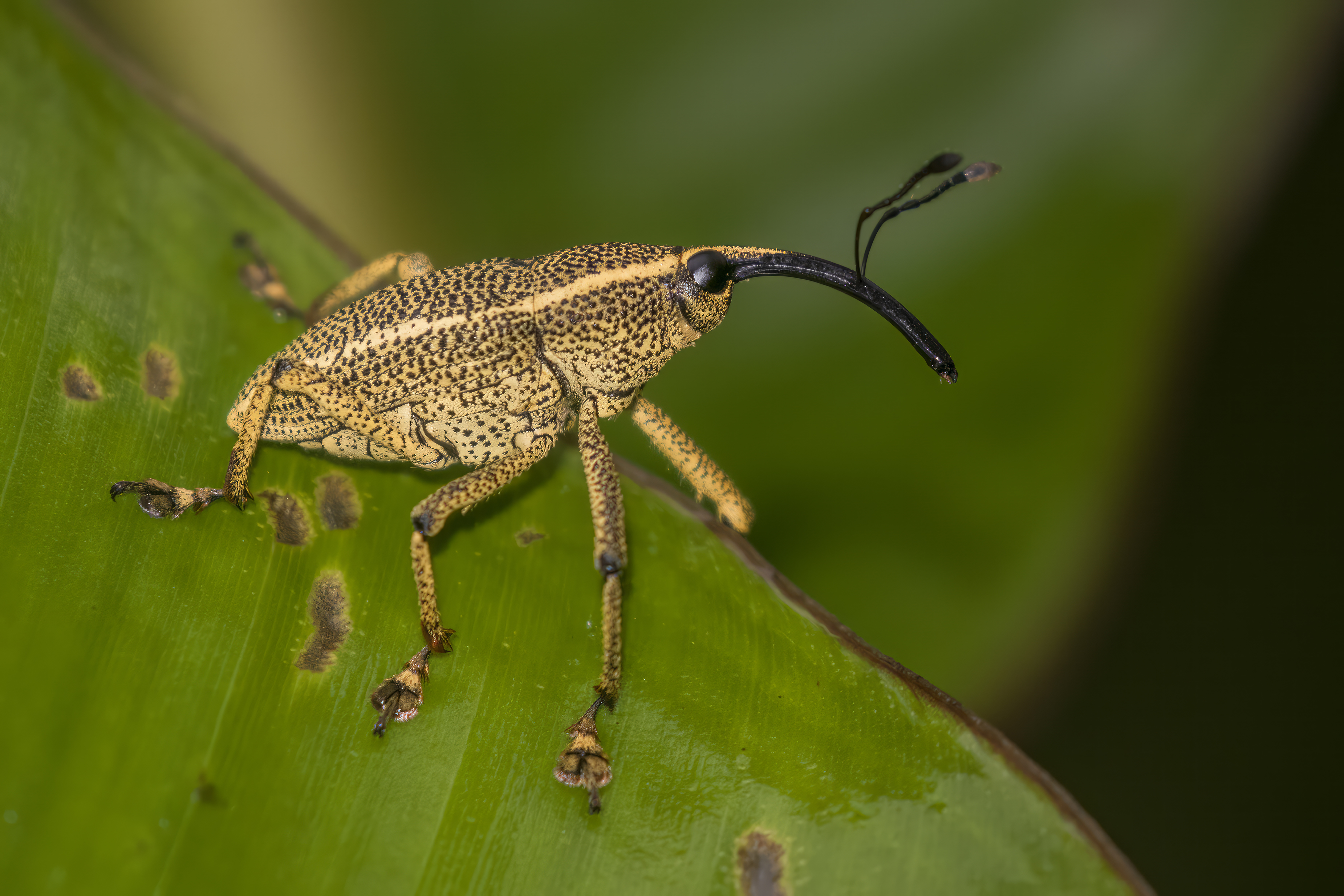
Cholus cinctus, des Cholus, des Curculionidae, à Panama. Mai 2019.

Quelques espèces, classées par sous-famille.

### Ceutorhynchinae
- Ceutorhynchus assimilis - Charançon des siliques du colza
- Ceutorhynchus napi - Charançon de la tige du colza
- Ceutorhynchus picitarsis - Charançon du bourgeon terminal
- Ceutorhynchus pleurostigma - Charançon gallicole du chou
- Ceutorhynchus quadridens - Charançon de la tige du chou

### Curculioninae
- Anthonomus amygdali - Anthonome de l'amandier
- Anthonomus grandis - Charançon du coton
- Anthonomus pomorum - Anthonome du pommier
- Anthonomus pyri - Anthonome d'hiver du poirier
- Anthonomus rubi - Anthonome du fraisier et du framboisier
- Curculio nucum - Balanin des noisettes
- Curculio elephas - Balanin des châtaignes ou Balanin éléphant
- Orchestes (Salius) fagi - Orcheste du hêtre, ou charançon du hêtre
- Orchestes quercus - Orcheste du chêne
- Orchestes testaceus - Orcheste du bouleau

### Cryptorhynchinae
- Cryptorhynchus lapathi - Charançon du saule
- Trigonopterus chewbacca (en l'honneur du personnage Chewbacca de Star Wars[5])
- Trigonopterus insignis
- Trigonopterus obsidianus
- Trigonopterus puncticollis
- Trigonopterus silaliensis

### Hyperinae
- Hypera postica - Phytonome variable ou Phytonome de la luzerne  (Europe, légumineuses)
- Hypera zoilus - Charançon des feuilles du trèfle ou bruche du trèfle

### Lixinae
- Conorhynchus mendicus - Cléone mendiant
- Lixus juncii - Lixus de la betterave

### Molytinae
- Hylobius abietis - Grand charançon du pin  ou Hylobie du sapin
- Hylobius excavatus - Gros charançon de l'épinette
- Pissodes strobi Peck - Charançon du pin blanc
- Pissodes piceae - Pissode du sapin

### Entiminae
- Otiorhynchus cribricollis - Otiorhynque de l'olivier
- Otiorhynchus ligustici - Otiorhynque de la livèche
- Otiorhynchus meridionalis
- Otiorhynchus sulcatus - Otiorhynque de la vigne
- Peritelus sphaeroides - Péritèle gris (Europe, vignes, boutons de rose, etc.)
- Phyllobius pomaceus - Charançon de l'ortie
- Sitona lineatus - Sitone du pois

### Sans sous-famille
- Chrysolopus spectabilis (charançon australien, acacias, mimozas, etc.)
- Conotrachelus nenuphar - Charançon américain du prunier
- Sternochetus mangiferae - Charançon du noyau de la mangue

## Classification
Les Curculionidae comprennent plus de 4 000 genres répartis dans 17 sous-familles.

### Liste des sous-familles
- Bagoinae C.G.Thomson, 1859
- Baridinae Schoenherr, 1836
- Ceutorhynchinae Gistel, 1856
- Conoderinae Schoenherr, 1833
- Cossoninae Schönherr, 1825
- Cryptorhynchinae Schoenherr, 1825
- Curculioninae Latreille, 1802
- Cyclominae Schoenherr, 1826
- Entiminae Schoenherr, 1823
- Hyperinae Lacordaire, 1863
- Lixinae Schoenherr, 1823
- Mesoptiliinae Lacordaire, 1863
- Molytinae Schoenherr, 1823
- Orobitidinae C.G.Thomson, 1859
- Platypodinae Shuckard, 1820 voir Platypodidae
- Scolytinae Latreille, 1804 voir Scolytidae
- Xiphaspidinae Marshall, 1920

[source: Bouchard et al. (2011)]

#### Sous-familles reclassées
Les sous-familles suivantes de la Phylogénie de Zarazaga & Lyal 1999 ne font plus partie de la famille des Curculionidés depuis Bouchard et al. (2011) :
- Brachyceropseinae Aurivillius, 1926 ;
- Phylloplatypodinae Kato, 1998 dans Cossoninae ;
- Brachycerinae Billberg, 1820 voir Brachyceridae ;
- Dryophthorinae Schönherr, 1825 voir Dryophthoridae.

### Liste de genres
Cette famille comprend plus de 6 000 genres. En voici une sélection. Cette section date de la Phylogénie de Zarazaga & Lyal 1999 et n'a pas été mise à jour depuis Bouchard et al. (2011).
- Acalles Schönherr, 1825.
- Acallodes LeConte, 1876.
- Acalyptus Schönherr, 1833.
- Acamptus LeConte, 1876.
- Acanthoscelidius Hustache, 1930.
- Acentrinops Casey, 1920.
- Achrastenus Horn, 1876.
- Acmaegenius LeConte, 1876.
- Acoptus LeConte, 1876.
- Adaleres Casey, 1895.
- Agasphaerops Horn, 1876.
- Agraphus Say, 1831.
- Agronus Horn, 1876.
- Amalus Schönherr, 1825.
- Amercedes Casey, 1894.
- Amotus Casey, 1888.
- Ampeloglypter LeConte, 1876.
- Anaballus Blanchard, 1849.
- Anacentrinus Buchanan, 1932.
- Anametis Horn, 1876.
- Anchitelus Van Dyke, 1936.
- Anchonus Schönherr, 1825.
- Anotheorus Blackburn, 1877.
- Anthonomopsis Dietz, 1891.
- Anthonomus Germar, 1817.
- Aphrastus Say, 1831.
- Apleurus Chevrolat, 1873.
- Apotrepus Casey, 1892.
- Apteromechus Faust, 1896.
- Aracanthus Say, 1831.
- Aragnomus Horn, 1876.
- Archarias Dejean, 1821.
- Artipus Sahlberg, 1823.
- Athesapeuta Faust, 1894.
- Atrichonotus Buchanan, 1939.
- Auleutes Dietz, 1896.
- Aulobaris LeConte, 1876.
- Bagous Germar, 1817.
- Barilepis Casey, 1920.
- Barilepton LeConte, 1876.
- Barinus Casey, 1887.
- Baris Germar, 1817.
- Barynotus Germar, 1817.
- Barypeithes Jacquelin du Val, 1854.
- Brachyogmus Linell, 1897.
- Brachysomus Schönherr, 1823.
- Brachystylus Schönherr, 1845.
- Bradyrhynchoides Pierce, 1913.
- Buchananius Kissinger, 1957.
- Caecossonus Gilbert, 1955.
- Calandrinus LeConte, 1876.
- Calles Kissinger, 1964.
- Callirhopalus Hochhuth, 1851.
- Calomycterus Roelofs, 1873.
- Calyptillus Horn, 1876.
- Campylirhynchus Dejean, 1821.
- Canistes Casey, 1892.
- Carphonotus Casey, 1892.
- Catapastus Casey, 1892.
- Caulophilus Wollaston, 1854.
- Centrinaspis Casey, 1920.
- Centrinites Casey, 1892.
- Centrinogyna Casey, 1892.
- Centrinopus Casey, 1892.
- Centrinus Schönherr, 1825.
- Cercopedius Sleeper, 1955.
- Cercopeus Schönherr, 1842.
- Ceutorhynchus Germar, 1824.
- Chaenosternum Blackburn, 1885.
- Chaetechidius Sleeper, 1955.
- Chalcodermus Dejean, 1835.
- Chaleponotus Casey, 1892.
- Chelonychus Dietz, 1891.
- Cholinobaris Casey, 1920.
- Cimbocera Horn, 1876.
- Cionomimus Marshall, 1939.
- Cionopsis Champion, 1903.
- Cionus Clairville, 1798.
- Cleonidius Casey, 1891.
- Cleonis Dejean, 1821.
- Cnemogonus LeConte, 1876.
- Coccotorus LeConte, 1876.
- Colecerus Schönherr, 1840.
- Compsus Schönherr, 1823.
- Conotrachelus Dejean, 1835.
- Cophes Champion, 1905.
- Copturus Schönherr, 1825.
- Cosmobaris Casey, 1920.
- Cossonus Clairville, 1798.
- Craponius LeConte, 1876.
- Crocidema Van Dyke, 1934.
- Cryptolepidus Van Dyke, 1936.
- Cryptorhynchus Illiger, 1807.
- Curculio Linnaeus, 1758.
- Cylindridia Casey, 1920.
- Cylindrocopturinus Sleeper, 1963.
- Cylindrocopturus Heller, 1895.
- Cyrtepistomus Marshall, 1913.
- Deinocossonus Perkins, 1900.
- Derelomus Schönherr, 1825.
- Desmoglyptus Casey, 1892.
- Diamimus Horn, 1876.
- Diaprepes Schönherr, 1823.
- Dichoxenus Horn, 1876.
- Dietzella Champion, 1907.
- Dietzianus Sleeper, 1953.
- Diorymeropsis Champion, 1908.
- Dirabius Casey, 1920.
- Dirotognathus Horn, 1876.
- Dolichotelus.
- Dorytomus Germar, 1817.
- Dryotribodes Zimmerman, 1942.
- Dryotribus Horn, 1873.
- Dynatopechus Marshall, 1931.
- Dysticheus Horn, 1876.
- Eisonyx LeConte, 1880.
- Elassoptes Horn, 1873.
- Ellescus Dejean, 1821.
- Elytroteinus Marshall, 1920.
- Emphyastes Mannerheim, 1852.
- Epacalles Kissinger, 1964.
- Ephelops Dietz, 1891.
- Epicaerus Schönherr, 1834.
- Epimechus Dietz, 1891.
- Episcirrus Kuschel, 1958.
- Ericydeus Pascoe, 1880.
- Eubrychius C. G. Thomson, 1859.
- Eubulus Kirsch, 1870.
- Eucilinus Buchanan, 1926.
- Eucoptus Wollaston, 1873.
- Eucyllus Horn, 1876.
- Eudiagogus Schönherr, 1840.
- Eudociminus Leng, 1918.
- Euhrychiopsis Dietz, 1896.
- Eulechriops Faust, 1896.
- Eupholus Boisduval, 1835.
- Eurhoptus LeConte, 1876.
- Euscepes Schönherr, 1844.
- Evotus LeConte, 1874.
- Faustinus Berg, 1898.
- Gastrotaphrus Buchanan, 1936.
- Geoderces Horn, 1876.
- Geodercodes Casey, 1888.
- Geraeus Pascoe, 1889.
- Gerstaeckeria Champion, 1905.
- Glaphyrometopus Pierce, 1913.
- Glyptobaris Casey, 1892.
- Gononotus LeConte, 1876.
- Graphognathus Buchanan, 1939.
- Graphorhinus Say, 1831.
- Gymnetron Schönherr, 1825.
- Hadromeropsis Pierce, 1913.
- Haplostethops Casey, 1920.
- Heilipus Germar, 1824.
- Hesperobaris Casey, 1892.
- Heteramphus Sharp, 1885.
- Hexarthrum Wollaston, 1860.
- Hilipinus Champion, 1902.
- Himatium Wollaston, 1873.
- Hohonus Kissinger, 1964.
- Homorosoma Frivaldszky, 1894.
- Hormops LeConte, 1876.
- Hormorus Horn, 1876.
- Huaca Clark, 1993.
- Hylobius Germar, 1817.
- Hypera Germar, 1817.
- Hypocoeliodes Faust, 1896.
- Hypoleschus Fall, 1907.
- Hypurus Rey, 1882.
- Idiostethus Casey, 1892.
- Isodacrys Sharp, 1911.
- Laemosaccus Schönherr, 1823.
- Larinus Dejean, 1821.
- Lechriops Schönherr, 1825.
- Lembodes Schönherr, 1844.
- Lepesoma Motschulsky, 1845.
- Lepidophorus W. Kirby, 1837.
- Leptopinara O'Brien, 1981.
- Lepyrus Germar, 1817.
- Lignyodes Dejean, 1835.
- Liometophilus Fall, 1912.
- Liophloeus Germar, 1817.
- Liparus Olivier, 1807.
- Listroderes Schönherr, 1826.
- Listronotus Jekel, 1865.
- Lixellus LeConte, 1876.
- Lixus Fabricius, 1801.
- Lupinocolus Van Dyke, 1936.
- Lymantes Schönherr, 1838.
- Macrancylus LeConte, 1876.
- Macrorhoptus LeConte, 1876.
- Madarellus Casey, 1892.
- Maemactes Schönherr, 1837.
- Magdalinops Dietz, 1891.
- Magdalis Germar, 1817.
- Mecinus Germar, 1821.
- Melanolemma Van Dyke, 1935.
- Menoetius Dejean, 1821.
- Mesagroicus Schönherr, 1840.
- Mecaspis Schönherr, 1823
- Mesites Schönherr, 1838.
- Metopotoma Casey, 1892.
- Miarus Schönherr, 1826.
- Micralcinus LeConte, 1876.
- Microbaris Casey, 1892.
- Microcholus LeConte, 1876.
- Microhyus LeConte, 1876.
- Microlarinus Hochhuth, 1847.
- Micromastus LeConte, 1876.
- Micromimus Wollaston, 1873.
- Micromyrmex Sleeper, 1953.
- Miloderes Casey, 1888.
- Miloderoides Van Dyke, 1936.
- Minyomerus Horn, 1876.
- Mitostylus Horn, 1876.
- Mitrastethus Redtenbacher, 1868.
- Mononychus Germar, 1824.
- Myllocerus Schönherr, 1823.
- Myrmex Sturm, 1826.
- Nanops Dietz, 1891.
- Nanus Schönherr, 1844.
- Narberdia Burke, 1976.
- Naupactus Dejean, 1821.
- Nedyus Schönherr, 1825.
- Neochetina Hustache, 1926.
- Neoerethistes O'Brien and Wibmer, 1982.
- Neomastix Dietz, 1891.
- Neophycocoetes O'Brien and Wibmer, 1982.
- Neophytobius Wagner, 1936.
- Neoptochus Horn, 1876.
- Neoulosomus O'Brien and Wibmer, 1982.
- Nesotocus Perkins, 1900.
- Nicentrus Casey, 1892.
- Nothoperissops Heller, 1916.
- Notolomus LeConte, 1876.
- Nyssonotus Casey, 1892.
- Ochyromera Pascoe, 1874.
- Odontocorynus Schönherr, 1844.
- Odontopus Say, 1831.
- Oligolochus Casey, 1892.
- Omias Germar, 1817.
- Omileus Horn, 1876.
- Onychobaris LeConte, 1876.
- Oodemas Boheman, 1859.
- Oomorphidius Casey, 1892.
- Oopterinus Casey, 1892.
- Ophryastes Germar, 1829.
- Orchidophilus Buchanan, 1935.
- Orimodema Horn, 1876.
- Orothreptes Perkins, 1900.
- Orthoptochus Casey, 1888.
- Orthorhinus Schönherr, 1825.
- Orthoris LeConte, 1876.
- Otiorhynchus Germar, 1822.
- Oxydema Wollaston, 1873.
- Pachnaeus Schönherr, 1826.
- Pachybaris LeConte, 1876.
- Pachygeraeus Casey, 1920.
- Pachylobius LeConte, 1876.
- Pachyrhinus Schönherr, 1823.
- Pachytychius Jekel, 1861.
- Pactorrhinus Ancey, 1881.
- Pandeleteinus Champion, 1911.
- Pandeleteius Schönherr, 1834.
- Panscopus Schönherr, 1842.
- Pantomorus Schönherr, 1840.
- Paracamptus Casey, 1895.
- Paracimbocera Van Dyke, 1938.
- Paragraphus Blatchley, 1916.
- Paranametis Burke, 1960.
- Paraptochus Seidlitz, 1868.
- Parenthis Dietz, 1896.
- Pelenosomus Dietz, 1896.
- Peltophorus Schönherr, 1845.
- Pentarthrinus Casey, 1892.
- Pentarthrum Wollaston, 1854.
- Peracalles Kissinger, 1964.
- Perigaster Dietz, 1896.
- Peritaxia Horn, 1876.
- Peritelinus Casey, 1888.
- Peritelodes Casey, 1888.
- Peritelopsis Horn, 1876.
- Pheloconus Roelofs, 1875.
- Philopedon Schönherr, 1826.
- Phloeophagosoma Wollaston, 1873.
- Phloeophagus Schönherr, 1838.
- Pholidoforus Wollaston, 1873.
- Phrydiuchus Gozis, 1885.
- Phyllobius Germar, 1824.
- Phyllotrox Schönherr, 1843.
- Phyrdenus LeConte, 1876.
- Phytobius Schönherr, 1833.
- Phyxelis Schönherr, 1842.
- Piazorhinus Schönherr, 1835.
- Piscatopus Sleeper, 1960.
- Pissodes Germar, 1817.
- Plesiobaris Casey, 1892.
- Plinthodes LeConte, 1876.
- Plocamus LeConte, 1876.
- Plocetes LeConte, 1876.
- Pnigodes LeConte, 1876.
- Polydacrys Schönherr, 1834.
- Polydrusus Germar, 1817.
- Poophagus Schönherr, 1837.
- Proctorus LeConte, 1876.
- Promecotarsus Casey, 1892.
- Pselactus Broun, 1886.
- Pseudanthonomus Dietz, 1891.
- Pseudoacalles Blatchley, 1916.
- Pseudobaris LeConte, 1876.
- Pseudocentrinus Champion, 1908.
- Pseudocercopeus Sleeper, 1955.
- Pseudocyphus Schaeffer, 1905.
- Pseudomopsis Champion, 1905.
- Pseudomus Schönherr, 1837.
- Pseudopentarthrum Wollaston, 1873.
- Pseudorimus Van Dyke, 1934.
- Psomus Casey, 1892.
- Pycnobaris Casey, 1892.
- Pycnogeraeus Casey, 1920.
- Rhamphocolus Casey, 1892.
- Rhigopsis LeConte, 1874.
- Rhinanisus Broun, 1883.
- Rhinocyllus Germar, 1817.
- Rhinoncus Schönherr, 1825.
- Rhoptobaris LeConte, 1876.
- Rhynchus Kissinger, 1964.
- Rhyncogonus Sharp, 1885.
- Rhyncolus Germar, 1817.
- Rhypodillus Cockerell, 1906.
- Rhyssomatus Schönherr, 1837.
- Rileyonymus Dietz, 1896.
- Rutidosoma Stephens, 1831.
- Rynchaenus Clairville, 1798.
- Sapotes Casey, 1888.
- Sciaphilus Schönherr, 1823.
- Sciopithes Horn, 1876.
- Seenomma Alonso-Zarazaga and Lyal, 1999.
- Sibariops Casey, 1920.
- Sibinia Germar, 1817.
- Sicoderus Vanin, 1986.
- Sirocalodes Voss, 1958.
- Sitona Germar, 1817.
- Smicraulax Pierce, 1908.
- Smicronyx Schönherr, 1843.
- Stamoderes Casey, 1888.
- Stenancylus Casey, 1892.
- Stenobaris Linell, 1897.
- Stenomimus Wollaston, 1873.
- Stenoptochus Casey, 1888.
- Stenoscelis Wollaston, 1861.
- Stenotrupis Wollaston, 1873.
- Stephanocleonus Motschulsky, 1860.
- Steremnius Schönherr, 1835.
- Stereogaster Van Dyke, 1936.
- Sternechus Schönherr, 1826.
- Sternochetus Pierce, 1917.
- Stethobaris LeConte, 1876.
- Sthereus Motschulsky, 1845.
- Stictobaris Casey, 1892.
- Stomodes Schönherr, 1826.
- Strongylotes Schönherr, 1836.
- Strophosoma Billberg, 1820.
- Sudus Kissinger, 1964.
- Syagrius Pascoe, 1875.
- Tachygonus Guérin-Méneville, 1833.
- Tanymecus Germar, 1817.
- Thecesternus Say, 1831.
- Thinoxenus Horn, 1876.
- Thricolepis Horn, 1876.
- Thylacites Germar, 1817.
- Tomolips Wollaston, 1873.
- Trachodes Germar, 1824.
- Trachyphloeosoma Wollaston, 1869.
- Trachyphloeus Germar, 1817.
- Tranes Schönherr, 1843.
- Trepobaris Casey, 1892.
- Trichacorynus Blatchley, 1916.
- Trichalophus LeConte, 1876.
- Trichobaris LeConte, 1876.
- Trichodirabius Casey, 1920.
- Trichomagdalis Fall, 1913.
- Trichosirocalus Colonnelli, 1979.
- Triglyphulus Cockerell, 1906.
- Trigonopterus C.A.A.Fauvell, 1862.
- Trigonoscuta Motschulsky, 1853.
- Trigonoscutoides O'Brien, 1977.
- Tropiphorus Schönherr, 1842.
- Tychius Germar, 1817.
- Tyloderma Say, 1831.
- Vitavitus Kissinger, 1974.
- Zascelis LeConte, 1876.
- Zygobarella Casey, 1920.
- Zygobarinus Pierce, 1907.
- Zygobaris LeConte, 1876.